# Ландграф

Геральдическая корона ландграфа

Ла́ндграф (нем. Landgraf) — титул владетельного князя в Священной Римской империи, а именно титул графа, который пользовался в своих владениях высшей юрисдикцией и не был подчинен герцогу или князю.

## История титула
Первоначально ландграф был королевским или императорским должностным лицом, у которого были владения, переданные в лен непосредственно императором. При этом ландграфы не подчинялись ни герцогам, ни маркграфам, ни епископам, имея в своих владениях власть, эквивалентную герцогской. Ландграфы были прямыми вассалами короля или императора. Это было сделано для того, чтобы ослабить власть могущественных герцогов. 
В Средние века самым значительным был титул ландграфа Тюрингии, известный с начала XII века. После угасания ландграфов из династии Людовингов титул  ландграфа Тюрингии в результате войны за Тюрингское наследство получили маркграфы Мейсена из династии Веттинов, родственники Людовингов по женской линии. Веттины использовали титул до 1572 года, когда начались разделы владений Эрнестинской линии и Тюрингия перестала быть единым владением, разделившись на множество мелких княжеств.
В 1292 году был создан титул ландграфа Гессена, который вместе с частью тюрингских владений со статусом имперского князя получил Генрих I Дитя, мать которого была дочерью последнего ландграфа Тюрингии из династии Людовингов. При его потомках титул неоднократно дробился.

## Ландграфства
В Нижней Лотарингии:
- Брабант (нем. Brabant). Позже преобразовано герцогство Брабант.
- Гелдерн (нем. Geldern). С титулом «ландграф Гелдерна» упоминается Герхард III фон Вассенберг в 1095 году, позже не использовался, вместо него использовался титул графа Гелдерна
- Гохштаден (нем. Hochstaden, XII век)

В Швабии:
- Зундгау (нем. Sundgau)
- Нижний Эльзас (Нидерэльзас, нем. Niederelsass)
- Гейлигенберг (нем. Heiligenberg)

Другие ландграфства:
- Аарбургунд (нем. Aarburgund)
- Баар (нем. Baar)
- Брейсгау (нем. Breisgau)
- Бургундия (нем. Burgund)
- Гессен (нем. Hessen)
  - Гессен-Кассель (нем. Hessen-Kassel). С 1803 года — курфюршество.
  - Гессен-Дармштадт (нем. Hessen-Darmstadt). С 1806 года — великое герцогство Гессен.
  - Гессен-Марбург (нем. Hessen-Marburg)
  - Гессен-Рейнфельс (нем. Hessen-Rheinfels)
  - Гессен-Гомбург (нем. Hessen-Homburg)
- Клетгау (нем. Klettgau)
- Лейхтенберг (нем. Leuchtenberg)
- Нелленбург (нем. Nellenburg)
- Штефлинген (нем. Steflingen)
- Штюхлинген (нем. Stühlingen)
- Тургау (нем. Thurgau)
- Тюрингия (нем. Thüringen)
  - Вартбург (нем. Wartburg) - резиденция тюрингских ландграфов.
- Гаффенберг (нем. Hafferberg)
- Гегау (ландграфство)Гегау (нем. Hegau)